# Лада (герб)
Лада (пол. Łada) — шляхетський герб польського походження, яким користувалися понад 100 родів Білорусі, України, Литви і Польщі. Відомий з початку 15 століття.

## Опис
Герб має в червоному полі зображення срібної підкови рогами вниз, на ній золотий кавалерський хрест, з боків срібні стріли наконечними вниз. Клейнод — над верхом корони половина коронованого лева з мечем в правій лапі.
Існують варіанти герба:
- з блакитним полем;
- з поверненими вгору стрілами, та інші.

## Гербович рід
До герба Лада належали шляхетські роди: Богдановичи, Бродовські, Валицькі, Гродзицькі, Грондзиські, Заблоцькі, Завистовські, Залеські, Колодницькі, Ковалевські, Ладовські, Лади, Ліпські, Липские, Мажуровські, Мандецькі, Можарівські, Моцарські, Носьковські, Прошковські, Різенки, Смаржинские, Смержинські, Чарновські та інш.